# El Cerrito (Colômbia)
El Cerrito é um município do departamento de Valle del Cauca, na Colômbia. A cidade é conhecida cultural, turística e economicamente porque em sua jurisdição se encontra a Hacienda El Paraíso, onde ocorreram os fatos do romance "María", obra do escritor vallecaucano Jorge Isaacs. Também faz parte do seu território o Parque Nacional Natural Las Hermosas. Ele está localizado a leste de Cali, capital do departamento, cerca de 47 km de distância.

## Origem
O nome do município e da cabeceira tem origem histórica, o nome provém de uma colina artificial criada na “Hacienda de la Lomita”, pelo acúmulo de terra extraída do túnel que atravessa uma grande parte da cabeceira municipal juntando várias antigas fazendas do município . Os habitantes de município são chamados cerritenhos e Cerritenhas. A comunidade de El Cerrito é conhecida como "Ciudad Cariño" (Cidade Carinho).